# Alberto Guirao
Alberto Guirao (n. Madrid, 1989) es un escritor español y profesor de lengua castellana.

## Biografía
Licenciado en Periodismo por la Universidad Carlos III de Madrid, también cursó estudios en la Universidad LUMSA de Roma y en la Universidad de Sevilla.
Es autor de la novela Llegarás a Danmara (Almuzara, 2024), premio Fundación Antonio Gala. Ha publicado los poemarios Ulises X (Hiperión, 2020), Los días mejor pensados (Ayuntamiento de San Sebastián de los Reyes, 2016) y Ascensores (Fundación Centro de Poesía José Hierro, 2010). Ha obtenido el Premio "València Nova" de la Institució Alfons el Magnànim (2020), el XII Premio Nacional Félix Grande (2016) y el II Premio Marcos R. Pavón de la Fundación Centro de Poesía José Hierro (2010).
Durante el curso 2013-2014 formó parte de la XII promoción de residentes de la Fundación Antonio Gala para Jóvenes Creadores (Córdoba). También disfrutó de una beca en la Residencia de Estudiantes de Madrid (2017-2018). En la actualidad, trabaja como profesor de Lengua Castellana y Literatura y dirige talleres de escritura creativa.

## Obras

### Poesía
- Ulises X (Premio "València Nova" de la Institució Alfons el Magnànim; Madrid, Hiperión, 2020).[4]
- Los días mejor pensados (XII Premio Nacional de Poesía Joven Félix Grande; Ayuntamiento de San Sebastián de los Reyes, 2016).[5]
- Cuatro años que le pasaron a otro (recopilación, LUMA Foundation, Poetry will be made by all, 2014).[6]
- Ascensores (II Premio Marcos R. Pavón; Getafe, Fundación Centro de Poesía José Hierro, 2010).

### Novela
- Llegarás a Danmara (Premio Fundación Antonio Gala; Almuzara, 2024).

### Inclusiones en antologías de poesía
- Islas errantes: 20 años de Poesía en la Fundación Antonio Gala (Jaén, Editorial Juancaballos, 2022).
- Soplo de vida: antología de animales (Madrid, Ojos de Sol, 2021).
- DE VIVA VOZ. Antología del Grupo Poético Los Bardos (Madrid, Ed. de La Torre, 2018).
- VVAA. Madrid en trazo y verso (Madrid, Séxtasis Ediciones, 2017).
- Rubio, Myriam. Los hombres me han tratado bien (Universidad de Plasencia, 2015).
- Miguel, Luna. Tenían veinte años y estaban locos (Madrid, La Bella Varsovia, 2011).